# Lufthavn
En lufthavn er et sted hvor fly primært bruges til ruteflyvning eller fragtflyvning eller skoleflyvning med større fly.
Hovedbegrebet er en flyveplads. Underbegrebet er en lufthavn, en flyvestation eller en almen flyveplads.
En militær flyveplads kaldes en flyvestation selv om der også findes nogle få flyvestationer uden direkte muligheder for flyvning.
En almen flyveplads er en flyveplads med skoleflyvning med små fly, faldskærmsflyvning, ultralette fly, svævefly og lignende.

## Indretning
En lufthavn er pladskrævende. Størst plads optager start- og landingsbaner, herunder arealer til transporten fra disse baner til flyvepladsens terminalbygning(er), hvor på- og afstigning for passagerer foregår.

### Start- og landingsbaner
Enhver lufthavn har mindst en rullebane, også kaldet start- eller landingsbane, hvor flyvemaskinerne starter og lander. Større lufthavnes landingsbaner er belagte med asfalt eller beton og er flere kilometer lange således, at også større flyvemaskiner har plads til at accelerere og bremse med tilstrækkelige sikkerhedsmarginaler, mens de mindste baner kan være græsbelagte og som oftest ca 400-600 meter lange.
Under hensyn til vindforhold kan lufthavne have start- og landingsbaner i to eller tre retninger.
I tilknytning til start- og landingsbaner findes rulleveje, ad hvilke flyvemaskinerne kører ind til og ud fra terminalbygningen. Rullevejene er nummererede for at lette brugen.
Lufthavne inddeles i instrumentlufthavne og ikke-instrumentflyvepladser. For at flyvemaskiner, som trafikerer instrumentlufthavne, skal kunne lande i dårligt vejr kræves, at der findes instrumentlandingssystemer. Det almindeligste system i dag er Instrument Landing System (ILS). ILS består i hovedsagen af tre forskellige dele. For det første findes en kurssender (Localizer) som er en antenne, som udsender radiobølger i landingsbanens retning for at derved give flyvemaskinen en indikation på hvor, den befinder sig i forhold til landingsbanen midterakse. Endvidere findes en såkaldt glidebane (Glidepath), som er en antenne placeret ved flyvemaskinens landingspunkt på banen. Denne udsender en radiostråle, som skal give flyvemaskinen information om hvor, den befinder sig i højden i forhold til en bestemt glidebane (normalt cirka 3 grader). Endelig består ILS-systemet af såkaldte fyr (Markers) som befinder sig i bestemte afstande fra banen og udsender lydsignaler og giver information om hvor langt fra landingsbanen flyvemaskinen befinder sig. Fyrene kan dog erstattes med Distance Measuring Equipment (DME), som er en slags radiofyr som kontinuerligt udsender flyvemaskinens afstand fra antennen. Indflyvningen gennemføres til en vis højde, og hvis piloterne da ikke kan se landingsbanen, må de afbryde landingen og stige igen. På ikke-instrumentflyvepladser lander man altid i "godt" vejr men man kan gennemføre starter i ned til 600 meters sigtbarhed.

### Terminalbygninger
De bygninger i større lufthavne, som anvendes til håndtering af passagerer og gods, kaldes terminaler (passager- og godsterminaler). Fra terminalen går passagererne ud til flyvemaskinen via en udgang (engelsk kaldet "gate"), som enten ganske enkelt er en dør ud til det sted, hvor flyvemaskinen står, eller en adgangsbro, også kaldet "finger", som tilsluttes flyvemaskinen. Større lufthavne kan have flere terminalbygninger fx for henholdsvis indenrigs og udenrigs flytrafik.
Terminalbygningen er indrettet med forskellige faciliteter til betjening af de rejsende. Det kan efter forholdene dreje sig om sikkerhedskontrol, bagageanlæg paskontrol, indtjekning, indlevering af bagage som ikke er håndbagage, udlevering af bagage, men også om fx butikker, spisesteder, toiletter, ventepladser, undertiden bibliotek, bederum, turistinformation, muligheder for valutaveksling og andet. For at vejlede og have styr på de rejsende er terminalbygninger indrettede med vægge og skiltning, informationstavler om afgange og ankomster med mere. Af sikkerhedshensyn er der altid en adskillelse mellem kontrollerede rejsende passagerer i terminalbygningens lukkede del og ukontrollerede rejsende og folk, der venter på ankommende rejsende, i terminalbygningens åbne del.
Internationale lufthavne er af sikkerhedsmæssige og bekvemmelighedsmæssige årsager lukkede, det vil sige, at de fleste passagerer går indendøre fra ankomst til lufthavnen til de sidder på flyvemaskinen, undtagen hvis flyvemaskinen ikke kan forbindes med en bro men står på pladsen, og de rejsende må gå det sidste stykke til en trappe, som giver adgang til flyvemaskinen, eller hvis flyvemaskinen står længere fra terminalbygningen og de rejsende transporteres med en særlig lufthavnsbus det sidste stykke.

### Sikkerhedskontrol
I flyvningens ungdom var kontrollen af passagererne og deres bagage stort set beskeden, men efter en række Flykapringer i 1960'erne indførtes forskellige typer af kontrol i begyndelsen af 1970'erne, blandt andet metaldetektorer og røntgen af håndbagage. Kapningerne mindskede senere kraftigt men ikke helt, og først efter terrorangrebet 11. september 2001 indførtes strengere kontroller så som at man ikke måtte have visse ting i sin håndbagage fx visse væsker eller skarpe genstande. Først efter 2001 indførtes sikkerhedskontrol på indenrigsflyvninger i Sverige, Norge og visse andre lande, som anså sig som lande med lav risiko. Sikkerheden er også senere udviklet men ser uens ud i forskellige lufthavne. De skrappeste lufthavne har udover metaldetektorer, røntgen og restriktioner på hvad. man må bringe med sig, i visse tilfælde blandt andet tillige varmeskanning af ansigtet for at se eventuel aggression i og med øget blodgennemstrømning, forskellige typer af sikkerhedsspørgsmål man som rejsende skal besvare inden ombordstigning samt at man skal afføre sig blandt andet yderklæder og sko til skanning. Ligeledes skal px pc-ere forevises for sig.

## Adgangsforhold
Alle større lufthavne har bekvemmelige adgangsforhold for de rejsende. Det kan dreje sig om gode adgangsveje, fx motorveje, med tilhørende parkeringsmuligheder for henholdsvis korttidsparkering og langtidsparkering, om busforbindelser og om jernbaneforbindelse med en station i direkte tilknytning til lufthavnen. Eksempler herpå er Kastrup Lufthavn og Arlanda ved Stockholm.

## Lufthavnskoder
Større lufthavne betegnes med en lufthavnskode på tre bogstaver, som udstedes af det internationale lufttransportsforbund (IATA). Bogstaverne i koden vælges således, at de knytter sig til lufthavnens navn, men mangel på ledige betegnelser resulterer undertiden i kunstige betegnelser som MXX for Mora flygplats. Disse koder anvendes mest til biletter og bagage.
Der findes også firebogstavskoder for lufthavne (stedindikator), som udstedes af den internationale civile luftfartsorganisation (ICAO). De har en logisk geografisk opbygning, hvor fx alle lufthavne i Nordeuropa begynder med bogstavet E og alle danske med bogstaverne EK. Imidlertid er de ofte ikke videre forståelige for andre end de indviede, således EKYT for Aalborg Lufthavn. De anvendes af piloter og flyveledere med flere.

## Internationale lufthavne
Internationale lufthavne er lufthavne med regulær udenrigsflyvning.
Eksempler på internationale lufthavne (med IATA-kode og ICAO-kode):

### Europas største lufthavne
- London Heathrow Airport (London) (LHR, EGLL)
- Charles de Gaulle Airport (Paris) (CDG, LFPG)
- Flughafen Frankfurt Main (Frankfurt am Main) (FRA, EDDF)
- Madrid-Barajas Lufthavn (Madrid) (MAD, LEMD)
- Schiphol (Amsterdam) (AMS, EHAM)

### Verdens største lufthavne
- Hartsfield-Jackson Atlanta International Airport (Atlanta) (ATL, KATL)
- Beijing Capital International Airport (Peking) (PEK, ZBAA)
- London Heathrow Airport (London) (LHR, EGLL)
- O'Hare International Airport (Chicago) (ORD, KORD)
- Haneda Airport (Tokyo) (HND, RJTT)